# Toshiro Akamatsu
Toshiro Akamatsu (赤松 敏郎, nascido em 28 de agosto de 1941) é um ex-ciclista olímpico japonês. Akamatsu representou seu país nos Jogos Olímpicos de Verão de 1964, em Tóquio.